# Polisportiva Padule Baseball
La Polisportiva Padule Baseball è una società italiana di baseball con sede a Sesto Fiorentino. Nel 2017 e nel 2018 ha militato nel massimo campionato italiano di baseball, così come nel 2023.

## Storia
La storia del Padule Baseball nacque nel 1979 quando Romano Becchi decise di fondare la squadra. L'affiliazione alla FIBS arrivò l'anno successivo.
Per i primi tre anni l'attività fu solamente a livello giovanile, ma la crescita dei ragazzi permise la partecipazione al primo campionato di Serie C2 nel 1983. Il 1986 fu invece l'anno della prima promozione in Serie C1. Quattro anni più tardi, nel 1990, la squadra salì in Serie B. Altri quattro anni dopo e si concretizzò un ulteriore salto di categoria, che permise la partecipazione a due campionati di A2 prima della retrocessione in B1. Il ritorno in A2 avvenne nel 2005. Nel 2012 la squadra conquistò la promozione in Serie A Federale, il principale campionato dilettantistico nazionale e il secondo di importanza dopo la IBL.
Prima della stagione 2017 i dirigenti decisero di iscrivere il Padule al campionato di IBL per la prima volta nella storia del club. Il 6 maggio 2017 fu la data della prima vittoria in IBL, giunta contro una piazza storica del baseball italiano come Nettuno (6-5 il risultato finale. Lanciatore vincente: Massimiliano Geri #27). Al termine del campionato di Serie A1 2018, la società comunicò l'intenzione di rinunciare alla massima serie dell'anno seguente. La richiesta di ripescaggio alla Serie A2 2019 non fu accettata dalla Federazione, così la squadra ripartì dalla Serie C. Il Club in quell'anno decise di dare spazio ai giovani e ristrutturò la squadra, con il vivaio cresciuto sul diamante sestese, tale scelta si rivelò vincente, perché nello stesso anno, questa formazione conquistò subito la promozione in Serie B, nella quale gli atleti migliorarono notevolmente da sfiorare la promozione l'anno successivo e coronare il sogno nella stagione 2022 conquistando la Serie A.
Padule Baseball alle soglie del 2023 vanta circa 150 Atleti tesserati e copre l'attività in tutte le categorie agonistiche e giovanili a partire dal "Batti e Cresci" ( dai 6 anni di età) Under 12 baseball, Under 13 softball, Under 15 baseball, Under 18 e Serie C, ed in fine la squadra ammiraglia in Serie A.